# Nezamyslice (Olomouc)
Nezamyslice é uma comuna checa localizada na região de Olomouc, distrito de Prostějov.